# HMS Monarch (1765)
HMS Monarch (1765) — 74-пушечный линейный корабль 3 ранга Королевского флота, второй корабль, названный Monarch («Монарх»).
Заказан 22 ноября 1760 года. Спущен на воду 20 июля 1765 года на королевской верфи в Дептфорде. Принадлежал к «обычным» 74-пушечным.

## Служба
Участвовал в Американской революционной войне. Был при острове Уэссан, в Битве при лунном свете, при Форт-Ройял, при Чесапике, при Сент-Киттсе, при Островах Всех святых.
1778 — капитан Джошуа Роули. 27 июля с флотом адмирала А. Кеппеля при острове Уэссан.
1781 — капитан Фрэнсис Рейнольдс (англ. Francis Reynolds, позже взял фамилию Мортон, лорд Дьюс, англ. Moreton, Lord Ducie). 4 апреля при острове Св. Евстафия совместно с HMS Panther и HMS Sybil захватил голландский Mars. 29 апреля был в эскадре сэра Самюэля Худа в бою против де Грасса; 5 сентября с адмиралом Грейвзом при Чесапике.
1782 — 25 января с сэром Самюэлем Худом при Сент-Китсе, и 12 апреля при островах Всех Святых.
Участвовал во Французских революционных войнах.
1793 — капитан Сэр Джеймс Уоллес (англ. James Wallace).
Вышел из Сент-Хеленс 14 июля с Флотом Канала. Через четыре дня столкнулся с HMS Bellerophon (Беллерофонт), повредил при столкновении обшивку, но был отремонтирован на ходу. Беллерофонт был вынужден вернуться в порт.
Флот вошел в Торбей 23-го, и в конце месяца отправился на поиски французского флота, который должен был прикрывать конвой из Вест-Индии.
Конвой был обнаружен, но противные ветры помешали сблизиться; 10 августа флот вернулся в Торбей, французы пришли в Брест.
С эскадрой контр-адмирала Алана Гарднера (англ. Alan Gardner) участвовал в неудачном нападения на Мартинику совместно с французскими роялистами.
1795 — капитан Эльфинстон (англ. Elphinston), флагман вице-адмирала сэра Джорджа Эльфинстона. В составе его отряда участвовал в оккупации Капской колонии. Эскадра из семи кораблей, с частями 78-го полка на борту, прибыла в Саймонс-бей в начале июля. Когда голландский губернатор отказался передать колонию под британскую опеку, солдаты и морская пехота высадились 14 июля и захватили Саймонстаун.
Имея 100 моряков в качестве подкрепления, и при поддержке кораблей и судов эскадры, армия подошла к Кейптауну. После того как в начале сентября прибыл конвой из 14 ост-индских кораблей и доставил еще больше войск и грузов, у голландцев не было выбора, кроме как сдаться, что и произошло 16 сентября.
1796 — голландская эскадра, прибывшая в Салдана-бей 6 августа, 16-го сдалась без боя значительно превосходящей британской эскадре, вышедшей из Саймонс-бей. Элфинстон сдал командование в октябре и вернулся в Англию на Monarch.
1797 — капитан Эдвард О’Брайен, флагман вице-адмирала Ричарда Онслоу (англ. Onslow).
В сражении с голландским флотом при Кампердауне 11 октября Monarch вел левый дивизион, который прорвал арьергард голландской линии, между Jupiter и Haarlem, залпами обстреляв оба. Англичане захватили 7 линейных кораблей, два 50-пушечных, и два фрегата, после чего адмирал Дункан отказался от погони, увидев, что приближается к прибрежным мелям.
Monarch имел серьёзные повреждения корпуса, небольшие — мачт и реев. Потерял 36 убитыми, в том числе двух мичманов, Тиндалла (англ. J P Tindall) и Финли (англ. Moyle Finlay), и 100 получили ранения, в том числе лейтенант Джеймс Реталик (англ. James Retalick).
1799 — капитан Саттон (англ. Sutton), Ширнесс.
1800 — капитан Дж. Р. Мосс (англ. J. R. Mosse), флагман вице-адмирала Диксона (англ. A. Dickson), на рейде Ярмута. 12 марта вышел с флотом на Балтику. 30 марта шел головным при переходе из Каттегата в Зунд, попал под огонь датских батарей, около полудня встал на якорь у острова Хвеен.
1801 — 7 апреля был в составе эскадры лорда Нельсона при Копенгагене. Участвовал в атаке на укрепления Копенгагена, будучи седьмым в линии. Monarch понес больше всех потерь: 56 убитых, в том числе капитан, и 161 раненых, в том числе лейтенант Уильям Минчин (англ. William Minchin). Первый лейтенант, Джон Йелланд (англ. John Yelland), взял командование на себя.
После перемирия Monarch сел на мель, но HMS Ganges сумел стянуть его, заведя буксир, и вместе с HMS Isis Monarch был отправлен домой с ранеными, в то время как остальной флот продолжал крейсировать в Балтийском море.
Участвовал в Наполеоновских войнах.
1803 — в резерве в Чатеме.
1807 — Капитан Ли (англ. Lee), Флот Канала.
1808 — сопровождал королевскую семью Португалии во время её бегства в Бразилию.
Отправлен на слом и разобран в 1813.